# Jan Dumée
Jan Dumée (Roterdã, 6 de abril de 1965) é um guitarrista, compositor e produtor musical de rock e jazz neerlandês.

## Biografia
Jan Dumée cresceu em um ambiente onde era possível escutar todos os tipos de música. O rock do Led Zeppelin, o clássico de Rachmaninoff, o jazz de Wes Montgomery, a música brasileira de Hermeto Pascoal e assim por diante, e tudo isso teve uma parte consistente em sua educação, inspiração e gosto musical. O ponto forte de Jan na música é seu ecletismo e versatilidade, tocando e compondo rock, jazz, fusion, world music, música clássica, trilha sonora, etc. Jan, além de guitarra, também costuma tocar piano, órgão, bateria, baixo e percussão. Atualmente Jan é reconhecido como um guitarrista e compositor com sua própria assinatura.
A música de Jan Dumée é descrita em resenhas como 'muito criativa', 'de abordagem não-conformista', 'provocante aos ouvidos' e que 'não conhece limites'. Ele demonstrou isso com o projeto O Septeto Plus que reúne músicos do Brasil, Senegal, Argentina, Países Baixos e da Croácia. Com esse grupo ele gravou o álbum 'Rodinha', com composições baseadas na música brasileira combinadas com outros estilos como jazz, música africana, música clássica e música indiana. ‘Rodinha’ foi reconhecido em 1998 como um dos melhores álbuns de world music neerlandeses pela imprensa, a fundação Conamus e a Rádio Nederland (de transmissão internacional). Desde 1991 ele visita o Brasil regularmente para fazer o que é chamado de 'pesquisa de campo', estudar a música e a cultura brasileira.  Jan passou a tocar instrumentos de percussão brasileiros (do “repinique” ao pequeno triângulo), o que o ajudou a se tornar um compositor versátil em diferentes estilos de música brasileiros. Em 1999 ele se tornou para uma ocasião especial o 'diretor' musical da escola de samba 'neerlandesa' (composta em sua maioria de brasileiros) formada pela 'Casa Brasil Holanda'.
A partir do final de 2001 até abril de 2006, Jan se tornou internacionalmente famoso devido ao seu posto de guitarrista/compositor na banda neerlandesa de prog/jazz-rock mais famosa de todos os tempos: o Focus. Desde quando tinha 15 anos de idade ele frequentava a casa de um dos fundadores do Focus: Thijs van Leer (flauta, órgão Hammond, piano, vocal). A música de Van Leer e do Focus (além da ‘escola franco-flamenga’, do Rogier van Otterloo da década de 1970 e do guitarrista Jan Akkerman) se tornou uma parte importante de sua inspiração e formação musical. Ele gravou com o Focus os álbuns 'Focus 8' e 'Live in South America' e o DVD/CD 'Live in America'.
Durante o tempo com o Focus, Dumée gravou no Rio de Janeiro em 2003 seu álbum solo 'Rio on the Rocks' (lançado em 2005 pelo selo Rock Symphony), uma mistura de rock, jazz, música brasileira e clássica, com músicos renomados como Xande Figueiredo (bateria), Marcos Suzano (percussão), Chico Batera (bateria), Luiz Alves (baixo, o ex-integrante do Som Imaginário), Arthur Maia (baixo), e muitos outros.
Em 2006, Dumée deixou o Focus para liderar juntamente com o ex-vocalista do Uriah Heep e do Lucifer's Friend John Lawton uma banda de rock chamada On The Rocks, oficialmente conhecida como OTR. Junto (novamente) de músicos do Rio de Janeiro, eles gravaram o seu primeiro CD (em São Paulo, no Rio de Janeiro e nos Países Baixos), lançado em 10 de outubro de 2008.
Além disso, Jan tem outros projetos e faz apresentações com o 'The Cubrabop Quintet' (jazz brasileiro/cubano, com músicos dos Países Baixos, França e Alemanha), e o 'Jan Dumée Quartet' (jazz, música brasileira com alguns dos melhores músicos do Rio de Janeiro).

## Discografia

### Álbuns solo
- Rio On The Rocks (2005)

### On The Rocks
- Mamonama (2008)

### Focus
- Focus 8 (2002)
- Live in the USA (CD/DVD, 2003)
- Live in South America (2004)

### O Septeto Plus
- A Rodinha (1998)